# Summa theologica

Summa theologica, 1596

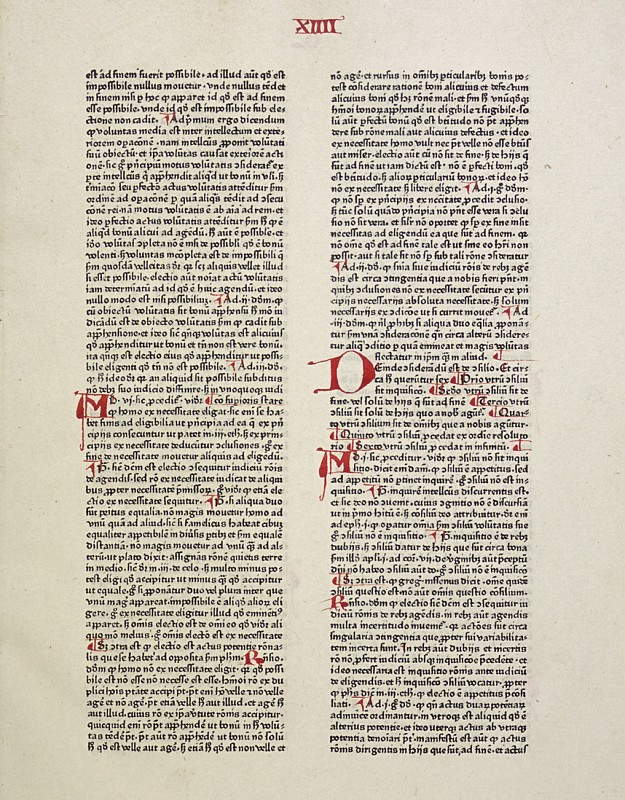
Seite einer mittelalterlichen Handschrift der „Summa Theologica“

Summa theologica oder Summa theologiae (deutsch: Summe bzw. Gesamtdarstellung der Theologie) ist der Titel eines Hauptwerks des Thomas von Aquin, das in der Zeit zwischen 1265 oder 1266 und 1273 entstand.
Gleichnamige Summen haben auch andere Autoren der Scholastik verfasst, z. B. Alexander von Hales eine Summa theologica (auch Summa Halensis, Summa Fratris Alexandri bzw. Summa universae theologiae), Albertus Magnus eine Summa theologiae sive de mirabili scientia dei oder Durandus von St. Pourçain. Diese werden hier jedoch nicht behandelt.

## Einführung
Thomas von Aquin erstellte ein System, in dem er Glauben und Wissen seiner Zeit aufeinander bezieht.
Thomas zeigt, dass Gott das Sein selbst ist. Sein Wesen fällt – im Gegensatz zu allem Geschöpflichen – mit seinem Sein zusammen. Von diesem unendlichen Sein Gottes ist dementsprechend das endliche Sein aller Geschöpfe zu unterscheiden. Das endliche Sein ist auf das unendliche Sein Gottes bezogen, ja nur durch dieses überhaupt möglich.
In seiner Metaphysik bzw. Lehre vom Sein (Ontologie) knüpft Thomas an Gedanken u. a. von Aristoteles an sowie an neuplatonisch beeinflusste Theologen und an arabische Philosophen wie Al-Farabi und Avicenna.
Thomas versammelte in dieser Summa auch einige sogenannte Gottesbeweise.

## Charakter des Werks

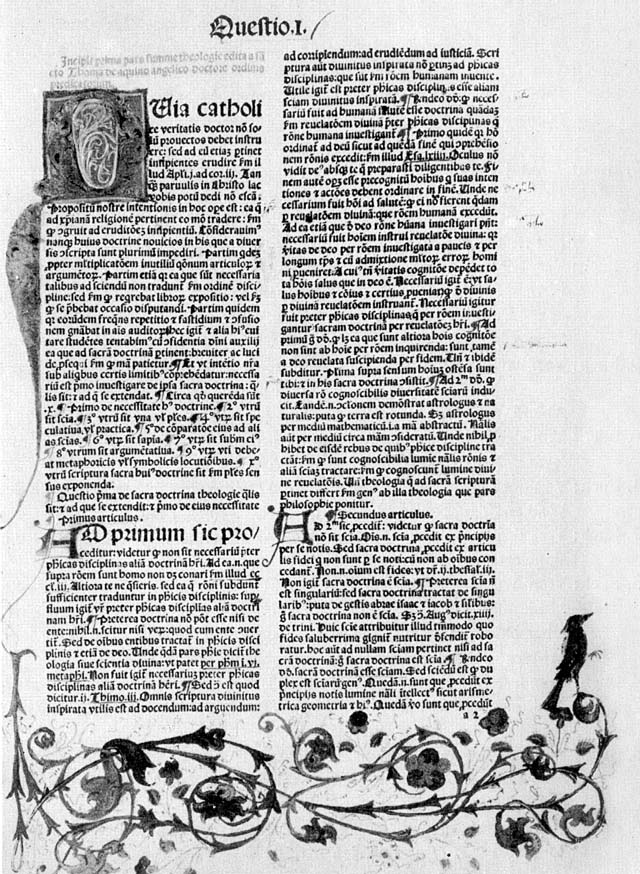
Blattseite 2^{ra} (Venedig, Antonius de Strata de Cremona, 1482)

Das Hauptwerk des Thomas wird von vielen als das überragendste philosophisch-theologische Werk überhaupt angesehen.
Das Werk ist in drei Teile gegliedert; der 3. Teil blieb unvollendet und wurde von Schülern des Thomas durch ein „Supplementum“ – hauptsächlich Thomas’ Sentenzenkommentar entnommen – ergänzt.
Die drei Teile sind in Quaestionen, diese in Artikel unterteilt. Eingeleitet werden die Artikel durch Einwände; auf sie folgt meist ein Gegenargument (sed contra), im Artikelkern (corpus articuli) wird anschließend die Analyse bzw. Lehrentscheidung vorgenommen, auf diese folgt zuletzt die Stellungnahme zu den Einwänden.
Behandelt werden unter anderem die philosophisch-theologische Gotteslehre, Moral- und Tugendlehre sowie Christologie und Sakramente. Als Quellen benutzte Thomas die Heilige Schrift, Kirchenväter und Theologen, die als Autoritäten galten, liturgische Texte sowie Philosophen, unter ihnen vornehmlich Aristoteles. Außerdem nennt Thomas bisweilen schwierig zu bestimmende „quidam“, deren Lehren im 13. Jahrhundert kursierten, weiterhin Konzilien, kirchliche Anordnungen und kirchenrechtliche Quellen. Im Prolog sagt Thomas ausdrücklich, dass er sich an Anfänger (incipientes, novicii) wendet; hierdurch erklärt sich der pädagogisch-systematische Aufbau.

## Aufbau

### 1. Teil
Die erste Quaestio des 1. Teils erweist die Theologie als Wissenschaft, erläutert ihre Methode und ihre Vorrangstellung gegenüber anderen Wissenschaften. Hauptthema des 1. Teils ist die philosophisch-theologische Gotteslehre, Sein und Wesenheit Gottes und die Trinität. Gott ist das in sich gründende Sein selbst. Alles andere ist nicht sein eigenes Sein, sondern hat das Sein durch Partizipation. Daher ist Gott erste Zielursache, urbildliche und wirkende Ursache alles Seienden und zwar durch seinen Willen; die „materia prima“ ist von Gott aus Nichts erschaffen. Ob Gott die Welt von Ewigkeit her erschuf oder sie einen zeitlichen Anfang hat, kann durch die Vernunft – gemeint ist die spekulative Philosophie – nicht entschieden werden (eine damals strittige Frage), lediglich die Glaubenslehre besage, dass letzteres der Fall sei (I, 46, 2).
Bei der Frage nach dem Ursprung des Schlechten bzw. Bösen trifft Thomas eine klassisch gewordene Unterscheidung: Das Schlechte, das in einem Mangel der Tätigkeit besteht oder durch einen Mangel des Wirkenden verursacht wird, kann nicht auf Gott zurückgeführt werden. Das Schlechte, das in der Zerstörung mancher Dinge besteht, ist von Gott verursacht, denn die Ordnung des Weltalls erfordert, dass es Dinge gibt, die versagen können und bisweilen versagen. Zur Ordnung der Welt gehört auch die Ordnung der Gerechtigkeit, die verlangt, dass die Sünder bestraft werden. Insofern Strafe für den Bestraften etwas Schlechtes ist, ist Gott Urheber des Schlechten; er ist aber nicht Urheber des Schlechten, das Schuld bzw. Böses ist.
Nach der Engel- und Dämonenlehre wird die Erschaffung der stofflichen Seienden behandelt; die Gliederung dieses Teils schließt an den Bericht der Genesis über das Sechstagewerk an.
Mit der Quaestio 75 beginnt die Lehre von der Erschaffung des Menschen. Zuerst werden das Wesen der menschlichen Seele und ihre Kräfte untersucht. Die menschliche Geist-Seele wird im aristotelischen Sinne als Formprinzip des Leibes betrachtet. Besonders wichtig sind die Quaestiones 84–88 über die geistige Erkenntnis. Thomas legt die Frau auf ihre Rolle als Mutter fest, „da ja der Mann zu jedem sonstigen Werke eine bessere Hilfe im andern Manne findet als im Weibe“ (I, 92, 1). Er sieht eine gewisse Ungleichheit unter den Menschen als notwendig an, wobei diese Ungleichheit zur Schönheit der gottgestifteten Ordnung gehöre (I, 96, 3).
Die folgenden Erörterungen betreffen die Leitung der Welt, die Einwirkung der Engel und Dämonen auf die Welt, sodann die Einwirkung der Himmelskörper auf das irdische Geschehen. Da es sich hierbei um das Wirken der Zweitursachen handelt, deren Ordnung Schicksal (fatum) heißt, geht Thomas in vier Artikeln auf dieses ein. Die letzten Quaestiones des 1. Teils sind menschlicher Wirksamkeit und Fortpflanzung gewidmet.

### 2. Teil
Im 2. Teil wird die Morallehre vorgelegt. Hauptthema ist das letzte Ziel menschlichen Lebens und das, wodurch der Mensch zu diesem Ziel gelangen oder es verfehlen kann. Jedes Handeln und Geschehen erfolgt um eines Zieles willen. Vernunftbegabte Wesen wie der Mensch leiten sich gleichsam selbst zum Ziel, weil sie vermittelst ihrer Entscheidungsfreiheit die Herrschaft über ihre Handlungen haben; vernunftlose Geschöpfe haben eine natürliche Hinordnung zum Ziel. Letztes Ziel aller Menschen ist die Glückseligkeit (beatitudo), über deren Inhalt freilich oft Unklarheit herrscht. Die vollkommene Glückseligkeit besteht in der Schau der göttlichen Wesenheit und ist in diesem Leben nicht zu erlangen. Weil der Mensch dieses Ziel aufgrund von Handlungen erreicht, werden diese untersucht. Diese Untersuchung wird zuerst im Allgemeinen, dann im Besonderen vorgenommen, womit Thomas sich der Tugendlehre zuwendet. Tugend (virtus) ist „eine gute Beschaffenheit – im Sinne von Habitus – des Geistes, aufgrund der richtig gelebt wird, die niemand schlecht gebraucht, die Gott in uns ohne unsere Mithilfe bewirkt“.
Zum letzteren wird ausgeführt, dass es sich hierbei um eine eingegossene Tugend (virtus infusa) handelt, die von Gott zwar ohne unsere Aktivität, nicht aber ohne unsere Zustimmung verursacht wird. Alle Bereiche der Tugendlehre werden von Thomas berücksichtigt: Die dianoetischen (virtutes intellectuales), die theologischen (Glaube, Hoffnung, Liebe), die moralischen Tugenden und die Sünden; Gesetz im Allgemeinen und im Besonderen, göttliche Gnade und Rechtfertigung.
Für Thomas ist ein Gesetz eine Weisung der Vernunft durch einen Vorgesetzten, mittels derer die Untergebenen geleitet werden. Es zielt auf ein Gut und soll die Untergebenen gut machen (I-II, 92, 1). Summa theologiae I-II, 90-97 enthält folgende hierarchisch strukturierte Lehre zum Gesetz, wobei Gott dem gesamten Kosmos eine allumfassende Ordnung mitteilt: Gott ist der oberste Gesetzgeber, auf dem letztlich alle Ordnung in der Welt beruht. Das ewige Gesetz (lex aeterna) ist die von der göttlichen Vernunft ausgehende Ordnung des gesamten Kosmos. Es darf nicht mit dem göttlichen Gesetz (lex divina) verwechselt werden, nämlich dem durch die Offenbarung in der Bibel als göttliche Satzung festgehaltene Gesetz. Das natürliche Gesetz bzw. Naturgesetz (lex naturalis) meint die Teilhabe der vernünftigen Geschöpfe am ewigen Gesetz. Der Mensch kann nämlich das ewige Gesetz nicht vollständig erkennen. Der Gesetzgeber eines politischen Gemeinwesens ist nicht völlig frei bei der Festlegung der Gesetze. Das menschliche Gesetz (lex humana) muss auf das Gemeingut hingeordnet sein. Es kann auf zweifache Weise aus dem natürlichen Gesetz hergeleitet werden. Beim Recht der Völker (ius gentium) erfolgt dies ähnlich einer wissenschaftlichen Folgerung, beim bürgerlichen Recht (ius civilis) auf eine weniger strenge Weise im Sinne einer näheren Bestimmung des Naturgesetzes. Ein Gesetz, das vom Naturgesetz abweicht, ist kein Gesetz im eigentlichen Sinne, „sondern eine Zerstörung des Gesetzes“ (legis corruptio) (I-II, 95, 2). Entsprechend ist ein Gesetz, das von einem Tyrannen erlassen wurde, ebenfalls kein Gesetz (I-II, 95, 4). Das göttliche Gesetz, d. h. die göttliche Offenbarung in Raum und Zeit, wird unterschieden in das Alte Gesetz (I-II, 98-105) und das Neue Gesetz bzw. das Gesetz des Evangeliums (I-II, 106ff.). Beim mosaischen Gesetz des Alten Testaments unterscheidet Thomas zwischen Sittengeboten (I-II, 100), Kultvorschriften (101-103) und Rechtssatzungen (104-105). Er ordnet alle moralischen Vorschriften, insbesondere die Zehn Gebote, dem Naturgesetz zu, doch erklärt er, dass die menschliche Vernunft nur auf einen Teil dieser Vorschriften kommen könne. Das Evangelium wird ein Gesetz der Freiheit (lex libertatis) genannt (I-II, 108, 1).
Die Untersuchungen sind in der ersten Hälfte des zweiten Teils meist allgemeiner Natur, in der zweiten Hälfte haben sie hingegen einen speziellen Charakter. Zur viel diskutierten Frage nach dem Vorrang der vita activa oder der vita contemplativa nimmt Thomas in folgender Weise Stellung: Die „vita contemplativa“ ist generell besser als die „vita activa“; aufgrund besonderer Umstände ist aber nicht selten der „vita activa“ der Vorzug zu geben.

### 3. Teil
Der unvollendete 3. Teil behandelt die Christologie und die Sakramente (Taufe, Firmung, Eucharistie, Buße). Das Supplementum ergänzt die Ausführungen über die Buße und fügt die Abhandlungen über letzte Ölung (extrema unctio), Priesterweihe und Ehe hinzu. Die monogame Ehe wird durch die Vernunft entdeckt: Am Tierreich lässt sich ablesen, dass die schlichte Unzucht (fornicatio simplex) zu Streit unter den Männchen führt. Der Mensch schaffe kraft seiner Vernunft eine Ordnung, welche die Streitursache behebt.
Den Abschluss bilden Erörterungen über das Geschick der Seelen nach dem Tod, über Weltende, Auferstehung, Gericht, ewige Seligkeit und Verdammnis.

## Bewertung
Die Summa theologica ist ein theologisches Werk und beruht in Struktur und Inhalt auf der Offenbarung Gottes, die analysiert, dargelegt und auf ihre Konsequenzen hin untersucht wird. Zur Erklärung und Verteidigung theologischer Lehren werden großteils philosophische Einsichten herangezogen. Diese können für sich betrachtet als philosophische Kurzabhandlungen, vor allem im Bereich der Metaphysik, Anthropologie und Moralphilosophie, erachtet werden. Insofern kommt dem Werk auch eine sehr große philosophische Bedeutung zu. Allerdings ist umstritten, auf welche Weise ein solches Herauslösen einzelner Teile aus dem theologischen Gesamtkontext angemessen ist. Z. B. stellt sich die Frage, ob sich der „Gesetzestraktat“ (I-II, 90ff.) getrennt betrachten lässt oder ob die Gegenüberstellung von Gesetz und Gnade unverzichtbar ist. Darüber und über die nachfolgenden Teile des zweiten Teils vertritt Pesch die Position, es gehe nicht um die Antwort auf Fragen „Was soll ich tun?“, sondern um Voraussetzungen und Modalitäten, „wie sich Gottesbegegnung in Erkenntnis und Liebe ereignet.“ Modern gesprochen schreibe Thomas auch hier „eine dogmatische Abhandlung“, er betreibe „systematische Theologie.“
Die Sprache des Werkes ist kunstlos, aber von großer Klarheit. Die Theologie wird konsequent mit der von Aristoteles überkommenen Begrifflichkeit durchdrungen. So ist Thomas beispielsweise der erste Scholastiker, der die menschliche Seele als Formprinzip (forma) des Leibes betrachtet.

### Primärliteratur
- Thomas von Aquin: Die deutsche Thomas-Ausgabe (Summa theologica), Übers. von Dominikanern u. Benediktinern Deutschlands u. Österreichs. Vollst., ungekürzte dt.-lat. Ausg, Graz [u. a.]: Styria, früher teilw. im Pustet-Verl., Salzburg, teilw. im Kerle-Verl., Heidelberg u. Verl. Styria Graz, Wien, Köln, 1933 ff., 34 Bde. (noch unvollendet). Auswahl einiger Bände:
  - Bd. 1: Gottes Dasein und Wesen (I, 1–13; kommentiert von Alexander v. Siemer und Heinrich Christmann; 4. Aufl. 1982 bei Styria als Nachdr. der verb. 3. Aufl. 1934, ISBN 3-222-10598-7),
  - Bd. 9: Ziel und Handeln des Menschen (I–II, 1–21; kommentiert von Klaus Jacobi), De Gruyter 2021, ISBN 978-3-11-074292-3.
  - Bd. 12: Die Sünde (I-II, 71–89; kommentiert von Otto Hermann Pesch, ISBN 978-3-222-12801-1), Bd. 13: Das Gesetz (I-II, 90-105; kommentiert von Otto Hermann Pesch, ISBN 3-222-10596-0),
  - Bd. 22: Maßhaltung (II-II, 151–170, kommentiert von Josef Groner, ISBN 3-222-12147-8), Bd. 26: Des Menschensohnes Sein, Mittleramt und Mutter (III, 16–34; kommentiert von Adolf Hoffmann, ISBN 3-222-10591-X),
  - Bd. 28: Des Menschensohnes Leiden und Erhöhung (III, 46-59; ISBN 3-222-10592-8),
  - Bd. 32: Die Schlüsselgewalt der Kirche – Krankensalbung – das Sakrament der Weihe (Kommentiert von Burkhard Neunheuser, ISBN 3-222-10597-9).
- K. Berg, M. Kaspar (Hrsg.): „Das buoch der tugenden“. Ein Kompendium des 14. Jahrhunderts über Moral und Recht nach der „Summa theologiae“ des Thomas von Aquin und anderen Werken der Scholastik und Kanonistik. Band I: Mittelhochdeutscher Text (= Texte und Textgeschichte. Band 7), Band II: Lateinische Quellen (= Texte und Textgeschichte. Band 8). Tübingen 1984.

### Teilübersetzungen
- Joseph Bernhart (Hrsg. und Übersetzer): Thomas von Aquino: Summe der Theologie. Alfred Kröner Verlag, Stuttgart 1985. Bernharts Übersetzung ist in einem schwierigen Deutsch verfasst. Sie enthält eine Reihe von Worten, die nicht im Duden stehen wie z. B. Wirkheit (anstatt Handlung).
  - Band 1: Gott und Schöpfung. ISBN 978-3-520-10503-5.
  - Band 2: Die sittliche Weltordnung. ISBN 978-3-520-10603-2.
  - Band 3: Der Mensch und das Heil. ISBN 978-3-520-10903-3.
- Über sittliches Handeln. Summa theologiae I-II q. 18–21, lateinisch-deutsch. Übersetzt, kommentiert und herausgegeben von Rolf Schönberger. Reclam, Stuttgart 2001 (= Universal-Bibliothek. 18162), ISBN 3-15-018162-3.
- Horst Seidl (Hrsg. und Übersetzer): Die Gottesbeweise in der „Summe gegen die Heiden“ und der „Summe der Theologie“. 2. Auflage. Hamburg 1986, ISBN 3-7873-1192-0.
- Peter Kreeft: A Summa of the Summa. The Essential Philosophical Passages of St. Thomas Aquinas Summa Theologica Edited and Explained for Beginners. Ignatius Press, San Francisco 1990.

### Sekundärliteratur
in der Reihenfolge des Erscheinens
- Martin Grabmann: Einführung in die „Summa theologiae“. Herder, Freiburg im Breisgau, 2. Aufl. 1928.
- Stefan Lippert: Recht und Gerechtigkeit bei Thomas von Aquin. Eine rationale Rekonstruktion im Kontext der Summa Theologiae. Elwert, Marburg 2000, ISBN 3-374-02537-4.
- Artikel Thomas von Aquin: Summa theologica. In: Franco Volpi (Hrsg.): Großes Werklexikon der Philosophie. Alfred-Kröner-Verlag, Stuttgart 2004, ISBN 3-520-83901-6.
- David Berger: Thomas von Aquins „Summa theologiae“. Wissenschaftliche Buchgesellschaft, Darmstadt 2004.
- Andreas Speer (Hrsg.): Thomas von Aquin: Die Summa theologiae. Werkinterpretationen. De Gruyter, Berlin 2005, ISBN 3-11-017125-2.
- Bernard McGinn: Thomas Aquinas's Summa theologiae. A Biography. Princeton University Press, Princeton, New Jersey 2014, ISBN 978-1-4008-5006-8.